# Tiếng Pháp Acadia
Tiếng Pháp Acadia (tiếng Pháp: français acadien) là một phương ngữ tiếng Pháp Canada ban đầu được nói bởi người Acadia nơi ngày nay là Maritimes, Canada. Nó được nói bởi người nói Pháp ngữ của tỉnh New Brunswick của Canada, bởi các nhóm thiểu số nhỏ trên Bán đảo Gaspé và Quần đảo Magdalen của Québec cũng như các cộng đồng Pháp ngữ ở Nova Scotia và Đảo Hoàng tử Edward. Ở Hoa Kỳ, nó được nói ở Thung lũng Saint John phía bắc quận Aroostook, Maine. Bên cạnh tiếng Pháp chuẩn, tiếng Pháp New England được nói ở một số nơi ở Maine. Phương ngữ Acadia khác biệt rõ rệt với tiếng Pháp Québec, mặc dù phương ngữ hỗn hợp và chuyển tiếp đã phát triển ở các vùng biên giới, ví dụ ở thành phố Edmundston. Một số đặc điểm của tiếng Pháp Acadia (chủ yếu là từ vựng) thì cổ xưa hơn, những đặc điểm khác (hình thái và cú pháp) thì sáng tạo hơn. Tất cả đều được giải thích bởi một thời gian dài bị cô lập với cộng đồng nói tiếng Pháp còn lại trước áp lực hành chính và chính trị liên tục từ tiếng Anh.
Không giống như Quebec, nơi cộng đồng Pháp ngữ luôn chiếm phần lớn dân số, người Pháp Acadia trở thành thiểu số ở Acadia sau cuộc Đại trục xuất năm 1755. Phương ngữ này có đại diện rộng rãi nhất ở mạn bắc của tỉnh song ngữ New Brunswick, nơi 25-33% dân số sử dụng.